# Gilles de Robien
Pour l’article homonyme, voir Robien.
Gilles de Robien, né le 10 avril 1941 à Cocquerel (Somme), est un homme politique français.
Il est député de la Somme, de 1986 à 2002, maire d'Amiens, de 1989 à 2002, ministre de l'Équipement et des Transports dans les gouvernements de Jean-Pierre Raffarin, de 2002 à 2005, ministre de l'Éducation nationale dans celui de Dominique de Villepin, de 2005 à 2007, puis à nouveau maire d'Amiens, de mars 2007 à mars 2008.
De 2007 à janvier 2015, il est ambassadeur « chargé de promouvoir la cohésion sociale » et délégué du gouvernement français au conseil d'administration du Bureau international du travail (BIT), qu'il préside du 15 juin 2012 au 21 juin 2013.
À partir de 2021, il préside le Conseil d'orientation et de prospective de l'Institut libre d'étude des relations internationales (ILERI).

## Origines et cursus
Gilles de Robien est le fils cadet de Jean de Robien (1899-1959),, cultivateur et industriel, maire de Cocquerel (Somme), et d'Éliane Le Mesre de Pas (1902-1989). Il épouse, le 5 juillet 1965, Jeanne Hoarau de la Source et ont quatre enfants (Laure, Hugues, Thibaut, Gaël).
La famille de Robien est une famille subsistante de la noblesse française bretonne, admise aux Honneurs de la cour (Familles subsistantes de la noblesse française : Noblesse d'extraction chevaleresque [1389]), catholique pratiquante, appartenant à l'ancienne noblesse de robe et de descendance capétienne,. Ses armes se blasonnent d'azur à 10 billettes d'argent 4, 3, 2 et 1, et sa devise est « sans vanité ni faiblesse »,. Il est membre de la sixième section du corps académique de l'Académie Catholique de France.
Il suit sa scolarité à l'école de la Providence d'Amiens puis au collège Saint-Jean-de-Béthune à Versailles et à l'école militaire de Sorèze (1958-1959). Il passe avec succès les épreuves du baccalauréat, option philosophie, au lycée Hoche de Versailles, puis obtient une capacité en droit, à Amiens, avant de commencer à l'université Paris II une licence en droit qu'il ne termine pas. À partir de 1965, il exerce jusqu'au début de ses mandats politiques, la profession d'agent général d'assurance et d'agent de crédit, à Amiens.

## Activités et mandats politiques
Partisan de Valéry Giscard d'Estaing, Gilles de Robien devient président de la fédération départementale de la Somme du Parti républicain (PR), à partir de 1977. En 1978, il perd la première élection législative à laquelle il se présente, à Amiens, où il est ensuite élu conseiller municipal d'opposition, en 1983, à la tête d'une liste de l'Union pour la démocratie française (UDF).
Il est député de la Somme de 1986 à 1988 (Élections législatives de 1986 - Scrutin proportionnel plurinominal), puis de la 2e circonscription de la Somme, de 1988 à 2002 (Scrutin uninominal majoritaire à deux tours). À son entrée dans le gouvernement en mai 2002, il est remplacé par son suppléant, Olivier Jardé.
Il est élu maire d'Amiens à l'occasion des élections municipales de 1989,, et succède à René Lamps, maire communiste de la ville depuis 1971. Il est réélu en 1995, puis en 2001,, et reçoit une Marianne d'Or en 1999, le titre de « Ville la plus sportive de France » étant décerné à Amiens la même année, par le journal L'Équipe.

À son entrée dans le gouvernement en mai 2002, il est remplacé par Brigitte Fouré, l'une de ses adjointes, dont il devient l'adjoint du 27 juin 2002 au 29 mars 2007, date à laquelle il est à nouveau maire (à l'issue d'une élection que la gauche amiénoise qualifie de « mascarade ») pour le rester jusqu'au 21 mars 2008. Il est président de la communauté d'agglomération Amiens Métropole de 1994 à 2008 (réélu en 1995 et 2001).
En 2006, débute un vaste plan de modernisation de la gare d'Amiens construite par Auguste Perret. Voulue par Gilles de Robien et exécutée sur les plans de Claude Vasconi, la nouvelle gare est controversée,, et, en 2020, l'Académicien Jean-Marie Rouart estime qu'elle est l'« oeuvre monstrueuse et inepte d'un maire iconoclaste » et qu'elle défigure à jamais la magnifique tour érigée par Auguste Perret » à proximité.
Le 21 février 2008, un mois avant qu'il ne perde sa mairie le 21 mars, le magazine Challenges attribue à Amiens la première place de son « Palmarès des villes les mieux gérées de France » et décerne à Gilles de Robien le titre de « Meilleur Maire »,.
Secrétaire de l'Assemblée nationale de 1986 à 1988, puis vice-président de 1993 à 1998, il est l'auteur de la loi du 11 juin 1996 tendant à favoriser l'emploi par l'aménagement du temps de travail, première loi française dite « loi Robien » (deux autres suivront en 2003). En 1997, il crée une Association du 11 juin pour l'innovation sociale.
Il devient membre du bureau exécutif et du comité directeur du PR en 1990. Il siège parallèlement au conseil national et au bureau politique de l'UDF, à partir de 1991, et préside son groupe parlementaire de 215 députés à l'Assemblée nationale, de 1995 à 1997. Il est désigné en 1996 « Parlementaire de l'année ».
Il est élu conseiller régional de Picardie en 1992.
En 1993, il s'engage derrière la socialiste Martine Aubry lorsqu'elle lance sa Fondation Agir contre l'exclusion (FACE), qui vise à faciliter l'insertion par l'emploi.
En 1996, il soutient les étrangers en situation irrégulière qui occupent l'Église Saint-Bernard de la Chapelle, à Paris.
De 1998 à 2002, il est vice-président du Conseil national des villes et du développement social urbain,, .
Le 12 juin 1997, candidat à la présidence de l'Assemblée nationale, il est soutenu par l'UDF et recueille, à l'issue du premier tour, 111 suffrages. Il retire cependant sa candidature pour le second tour, soutenant de fait la candidate du RPR, Nicole Catala ; celle-ci est battue par l'ancien Premier ministre socialiste, Laurent Fabius.
Le 25 avril 1998, il est agressé par le député communiste de la Somme, Maxime Gremetz, pendant l'inauguration d'une rocade d'autoroute à Amiens, en présence de Charles Baur, président de la région (une condamnation du communiste à trois mois de prison avec sursis sera prononcée, puis augmentée en appel de 2 ans d'inéligibilité et confirmée en cassation, avant que le président Jacques Chirac ne le gracie finalement en 2002),,.
Opposé à la ligne politique d'Alain Madelin, il quitte Démocratie libérale (organisation ayant succédé au Parti républicain) après la réintégration en son sein de Jacques Blanc, élu en mars 1998 président du conseil régional de Languedoc-Roussillon avec les voix du Front national (FN), allant jusqu'à déchirer sa carte d'adhérent en direct à la télévision,. Il participe à la fondation du Pôle républicain, indépendant et libéral (PRIL), puis, à partir du 29 novembre 1998, devient membre du bureau politique et vice-président de la « nouvelle UDF », dirigée désormais par François Bayrou. Ce dernier le choisit pour être son directeur de campagne lors de l'élection présidentielle de 2002.
En novembre 1999, il se déclare favorable au droit de vote des étrangers lors des élections municipales.
Le 19 novembre 2001, il présente 25 propositions pour la sécurité de proximité, allant de l'instauration d'un commandement unique police-gendarmerie à l'aménagement de l'ordonnance de 1945 sur la délinquance des mineurs, et déclare devant l’Association des maires de France que « les élus doivent redevenir les vrais patrons de la sécurité de proximité »,,.

## Fonctions gouvernementales

### Ministre de l'Équipement, des Transports, du Logement, du Tourisme et de la Mer
De mai 2002 à mai 2005, il est ministre de l'Équipement, des Transports, du Logement, du Tourisme et de la Mer dans les gouvernements Raffarin 1, 2 et 3, dont il est le seul membre issu de l'UDF à ne pas avoir rejoint la nouvelle Union pour un mouvement populaire (UMP).
En 2001, le projet de construction d'un « troisième aéroport parisien » continue à être étudié — à environ 120 km au nord de la capitale, au centre du plateau du « Santerre » — près de Chaulnes, canton de l'Est du département où est déjà implantée la gare « Haute-Picardie » de la ligne TGV Paris → Lille / Bruxelles / Londres. Fortement contesté par les riverains et par Gilles de Robien, ce projet est finalement abandonné en 2002, au profit d'un accroissement des capacités de l'aéroport de Paris-Charles-de-Gaulle. Pour le journal Le Parisien, la présence du maire d'Amiens au ministère des Transports ne serait pas étrangère à cet abandon, du moins à la rapidité de la prise de décision.
Le site de Chaulnes avait déjà été étudié en 1992 pour y implanter la Gare de TGV Haute-Picardie, finalement construite à l'emplacement choisi initialement, sur un tracé de la LGV Nord décidé par François Mitterrand début 1986 et confirmé par Jacques Chirac fin 1986, favorisant Lille et son maire Pierre Mauroy,, au détriment de la capitale picarde, malgré l'opposition des amiénois et de leur maire. Le 16 septembre 2004, Gilles de Robien annonce le lancement de l'étude d'un projet de TGV "Paris-Londres" par Amiens, avec un financement de l'État.
À partir de la fin 2003, il met en place des radars automatiques sur le réseau routier français. Cinq années plus tard, « 11 000 vies ont été épargnées et 150 000 blessés évités, très largement à cause des radars », selon la déléguée interministérielle à la Sécurité routière.

Le 3 avril de la même année, une deuxième loi Robien est adoptée. Elle incite fiscalement les contribuables à investir dans l'immobilier locatif, pour favoriser la construction et lutter ainsi contre la pénurie de logements et la hausse des loyers.

Le 2 juillet, une troisième loi Robien est votée. À la suite de plusieurs accidents mortels survenus depuis l'an 2000, dont un à Amiens en 2002 et un en 2004, elle impose dans son article 79 une mise aux normes de tous les ascenseurs collectifs. Sept années plus tard, un rapport accuse les ascensoristes d'avoir profité de la situation.
En janvier 2004, une loi relative à la sécurité des piscines entre en application (loi promulguée le 3 janvier 2003). Gilles de Robien précise que son objectif est de réduire le nombre de noyades, dans les piscines privées (773 000 piscines familiales recensées en France en octobre 2001), en particulier celles de jeunes enfants.
À la suite de l'accident d'avion de Charm-El-Cheikh survenu le 3 janvier 2004, Gilles de Robien se prononce pour la création d'un « label qualité pour les compagnies aériennes vertueuses », une « liste bleue » française qui sera le précurseur d'une « liste noire » européenne,.
À partir de février 2004, un groupe se faisant appeler « AZF » menace le réseau ferroviaire français. Le plan Vigipirate passe au niveau rouge dans les gares, après les attentats du 11 mars 2004 visant des trains de la banlieue de Madrid. Gilles de Robien signe le 22 septembre 2004, en tant que Ministre des Transports, un décret imposant l'étiquetage nominatif des bagages dans les trains.
En mars 2004, il est à la tête de l'union UMP-UDF à l'élection régionale de la Picardie, avec dans son équipe Élodie Gossuin, Miss France 2001. Sa liste est battue par celle du socialiste Claude Gewerc.
Le 28 octobre 2004, un accord « historique » sur « l'amélioration du dialogue social et la prévention des conflits à la SNCF » est signé entre la direction de la société nationale et sept syndicats sur neuf, dont la CGT, majoritaire chez les cheminots, à l'issue d'une longue négociation pilotée directement par Gilles de Robien durant deux années,.

### Ministre de l'Éducation nationale, de l'Enseignement supérieur et de la Recherche

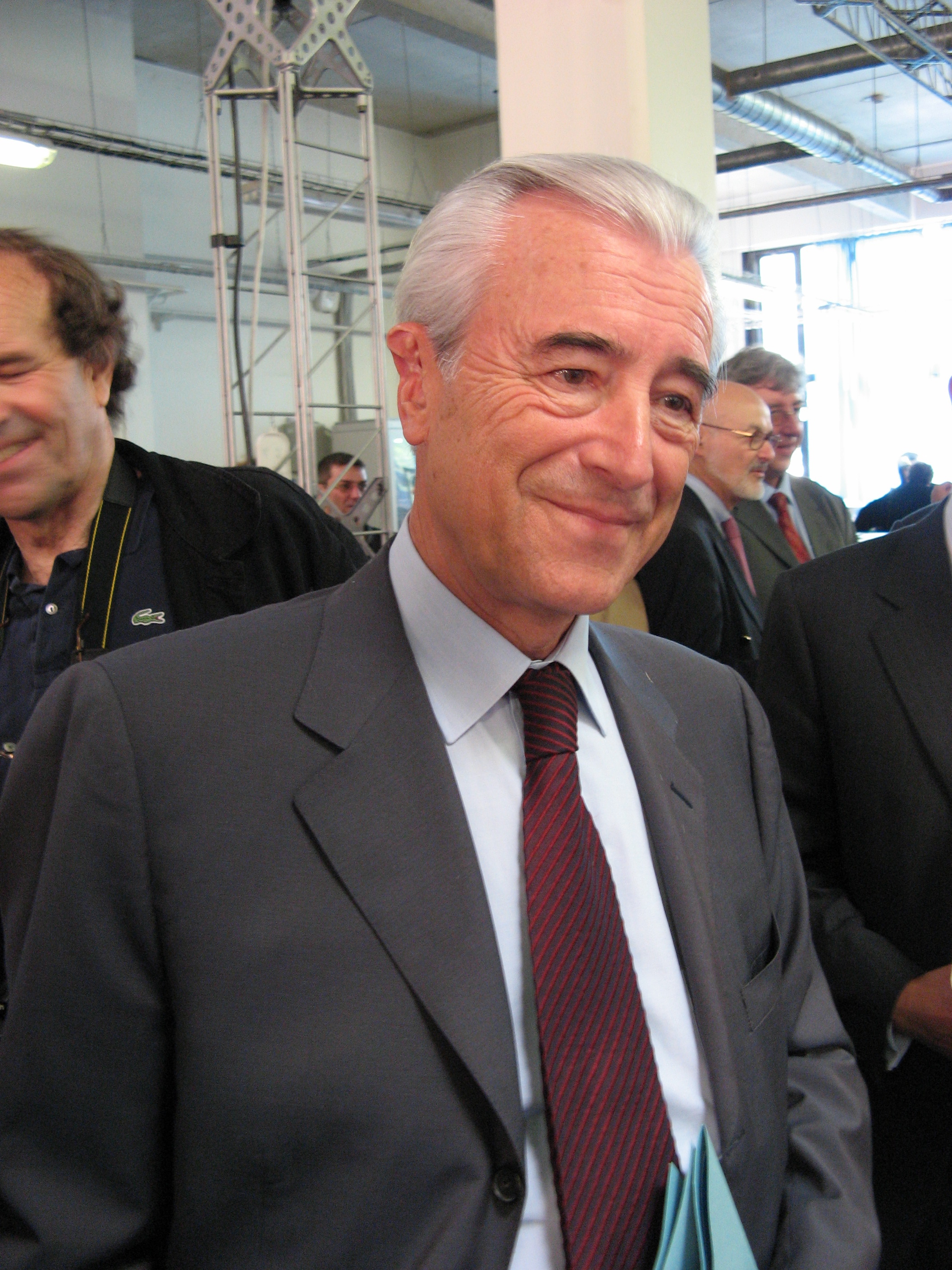
Gilles de Robien, Ministre de l'Éducation nationale, de l'Enseignement supérieur et de la Recherche, lors d'un déplacement ministériel le 23 mai 2006.

De mai 2005 à mai 2007, il est ministre de l'Éducation nationale, de l'Enseignement supérieur et de la Recherche, dans le gouvernement de Dominique de Villepin.
À son entrée au ministère, il est confronté à la Loi d'orientation et de programme pour l'avenir de l'école du ministre qui l'y a précédé, François Fillon. Il l'allège et revient à une cogestion de l'Éducation nationale entre le ministère et les syndicats,.
Il est désigné en octobre 2005 chef de la délégation française à la 33e session de la Conférence générale de l'UNESCO.
Le 14 juin 2005, il est suspendu par François Bayrou de la vice-présidence de l'UDF et de ses responsabilités dans les instances exécutives, car ses fonctions ministérielles lui valent d'être critiqué au sein même de son parti. Seul centriste du gouvernement, il est partagé entre sa fidélité à Jacques Chirac, qu'il connaît de longue date, et sa fidélité au parti qui est le sien depuis 30 ans. Après avoir été proche de François Bayrou au point de diriger sa campagne présidentielle de 2002, il s'en éloigne à cause de l'attitude d'« électron libre » adoptée par le président de l'UDF. Malgré cette prise de distance, il annonce devant le Conseil national du mouvement, le 10 juin 2006, son soutien à la candidature de François Bayrou à l'Élection présidentielle française de 2007, puis se rallie finalement à Nicolas Sarkozy, le 1er avril 2007, après avoir fondé un cercle intitulé Société en Mouvement, pour regrouper ses partisans au sein de l'UDF.
À l'occasion des manifestations étudiantes de mars 2006 contre le Contrat première embauche (CPE), Gilles de Robien déclare dans la presse et au Sénat que le « blocage » d'une université par certains étudiants minoritaires n'est pas démocratique et peut être dangereux,. Il fait preuve de fermeté, rappelle à l'ordre les lycéens et les étudiants, promet de sanctionner les professeurs qui incitent leurs élèves à manifester et n'exclut pas d'utiliser la force publique pour lever les blocages des lycées, ce que le ministre de l'Intérieur, Nicolas Sarkozy, juge « irresponsable ».
Au début du mois de juin 2006, il représente la France au G8 de l'éducation, à Moscou.
Le 12 février 2007, il signe un décret allongeant de une à trois heures hebdomadaires le temps de travail de certains enseignants, sans contrepartie financière, et donnant la possibilité aux chefs d'établissement de les contraindre à enseigner deux matières (bivalence). Devant la forte opposition qui se manifeste, plusieurs candidats à l'élection présidentielle 2007, dont Nicolas Sarkozy et Ségolène Royal, annoncent au cours de leur campagne qu'ils abrogeront ce décret s'ils sont élus. Nicolas Sarkozy devenu Président de la République l'abroge effectivement le 11 juin 2007, ce que Gilles de Robien déplore encore quatre ans après.
Le 7 mars 2007, il annonce à la Sorbonne la création de l'agence CampusFrance, destinée à promouvoir l’enseignement supérieur français et l’accueil des étudiants étrangers dans les établissements d’enseignement supérieur en France.
En tant que ministre de l'Éducation nationale, Gilles de Robien a accordé une attention toute particulière aux enseignements fondamentaux, et plus particulièrement à l'apprentissage de la langue. Il a mis l'accent sur l'importance de la lecture et a souhaité un renforcement en même temps qu'une clarification de l'enseignement grammatical. Disant bénéficier du soutien d'un fort courant scientifique, il a dénoncé les méthodes globales d'apprentissage de la lecture, mené une « bataille du bon sens », promis de « stopper les chauffards de l'enseignement » et œuvré pour la promotion de la méthode syllabique. Certains scientifiques de l'éducation ne cautionnaient pas des positions qui provoquèrent débats, contestations et controverses entre les « anti-pédagogistes » et leurs adversaires,.
Parmi ses décisions, on note l'instauration d'un socle commun des connaissances et des compétences fixant « tout ce qu’il est indispensable de maîtriser à la fin de la scolarité obligatoire » (décret du 11 juillet 2006 ), la relance de l'éducation prioritaire (à propos de laquelle il s'oppose au ministre de l'Intérieur Nicolas Sarkozy) par la mise en place de 249 réseaux ambition Réussite,, après deux mois de concertation avec les syndicats d'enseignants et les associations de parents d'élèves, la revalorisation de l'apprentissage, le renforcement du calcul mental à l'école et l'assouplissement de la carte géographique scolaire.
Son ministère a géré l'extension de la Base élèves 1er degré, contrôlée et validée par la CNIL.
À la suite de la promulgation de la loi handicap du 11 février 2005, il présente le 31 août 2005 les mesures prises par le gouvernement pour la « scolarisation des enfants handicapés et leur parcours scolaire ».
En mai 2006, il a pris sept mesures en faveur des directeurs d'école, dans le cadre d'un protocole recueillant la signature d'un seul syndicat et leur attribuant en particulier l'aide administrative d'un emploi vie scolaire et le doublement de leurs indemnités. Le 15 février 2007, il a signé une convention avec la Fédération française des échecs pour mettre le jeu d'échecs au centre de l'éducation,.
Gilles de Robien pense avoir « contribué à dessiner le visage qu'aura le pays dans quelques années » et voit s'amorcer une « vraie petite révolution tranquille » dans le monde éducatif, grâce à ses nombreux chantiers,.
Le journal Le Monde estime qu'après deux ans aux commandes du ministère de l'Éducation nationale, il « laisse des chantiers inachevés ».
Le 19 décembre 2006, il avait arrêté un « Cahier des charges de la formation des maîtres », qui préconisait une formation des enseignants plus pratique et moins théorique qu'elle ne l'était dans les instituts universitaires de formation des maîtres (IUFM) et qui avait reçu un avis favorable de la part du Haut Conseil de l'éducation (HCE), mais qui était rejeté par le Conseil supérieur de l'éducation (CSE) et par le Conseil national de l'enseignement supérieur et de la recherche (CNESR).
En janvier 2011, il déclare que la réforme de la formation des enseignants en cours « va exactement à l'encontre de ce qu'il faut faire » et avoue qu'« il ne [lui] déplairait pas de revenir ».

#### Violences à l'égard des professeurs et des élèves
Alors qu'il est ministre de l'Éducation nationale, de l'Enseignement supérieur et de la Recherche, Gilles de Robien est confronté à deux affaires de violence envers des enseignants :
- le 16 décembre 2005, Karen Montet-Toutain, professeur d’arts plastiques au lycée public d'enseignement professionnel Louis-Blériot, à Étampes, est poignardée en classe par l'un de ses élèves. Gilles de Robien demande un rapport administratif à l'inspection générale[123]. Le professeur a déclaré au journal Le Figaro qu'elle avait averti sa hiérarchie des incidents qui se multipliaient avec l'élève et des menaces de mort dont elle aurait fait l'objet, et que ses dires n'avaient pas été suffisamment pris en considération par l'administration de l'Éducation nationale[124]. Sa hiérarchie dément avoir été alertée et n'avoir pas réagi[125] et le rapport demandé par Gilles de Robien sur cette affaire n'établit pas de faute caractérisée de la part de cette hiérarchie[126]. L'État sera néanmoins condamné à verser des dommages et intérêts à Karen Montet-Toutain[127]. À l'occasion de la rentrée scolaire 2006, Gilles de Robien se rend le 5 septembre au lycée Louis-Blériot d'Étampes et présente de nouvelles mesures prises pour lutter contre la violence en milieu scolaire[128], dont certaines suscitent la polémique et la contestation, en particulier celle qui prévoit une présence policière dans les établissements scolaires[129]. Le 7 novembre, il évoque à nouveau « Karen Montet-Toutain » dans le cadre d'un séminaire consacré à la prévention de la violence dans les établissements scolaires[130] ;
- le 19 septembre 2006, Robert Redeker, professeur agrégé de philosophie, publie dans Le Figaro un article qui déclenche une polémique et des menaces de mort contre lui[131]. Alors que l'enseignant se plaint de ne pas être soutenu par son ministre, Gilles de Robien a contrario affirme sa solidarité à Redeker[132], le reçoit le 17 janvier 2007 et lui fait des propositions[133].

En janvier 2007, il salue la bravoure d'un professeur lyonnais, Magali Lavocat, qui a désarmé et mis en fuite un individu qui agressait l'un de ses élèves, et lui remet lui-même les insignes de chevalier dans l'ordre des Palmes académiques.

## Fonctions post-gouvernementales
Les fonctions ministérielles de Gilles de Robien se terminent le 15 mai 2007. Le lendemain, il annonce qu'il ne se présente pas aux élections législatives de la 2e circonscription de la Somme, selon lui « pour se consacrer cent pour cent » à Amiens et à la métropole amiénoise.
Déclarant se retirer de la vie politique locale le 16 mars 2008, au soir de sa défaite à l'élection municipale d'Amiens, il ne présente pas de candidat au poste de maire face au socialiste, ancien communiste, Gilles Demailly (professeur de chimie, directeur de l'IUFM de Picardie, de 1991 à 1996, président de l'université de Picardie, de 2001 à 2006), ne participe pas aux votes le 21 mars, puis démissionne de son mandat de conseiller municipal.
Il maintient son cercle de réflexion, Société en mouvement, désormais associé au Nouveau Centre et à l'UMP.
À partir du 1er août 2007, il est délégué du gouvernement français au conseil d'administration de l'Organisation internationale du travail (OIT), et, par décret publié le 27 juin 2014 au journal officiel, le président de la république française, François Hollande, le reconduit dans cette fonction, jusqu'au 31 décembre 2014.
À partir du 5 octobre de la même année, il est ambassadeur « chargé de promouvoir la cohésion sociale »,, jusqu'au 5 janvier 2015.
En juin 2010, il assure la présidence de la 99e conférence internationale du travail,.
En avril 2011, Nicolas Sarkozy lui confie la mission de préparer la partie du sommet du G20 consacrée au social, qui se réunit à Cannes les 3 et 4 novembre et présidé par la France,, au nom de laquelle il défend le projet d’une extension de la protection sociale dans le monde.
Il est le candidat de la France au poste de directeur général de l'OIT où il se trouve en concurrence avec huit autres personnalités Le 24 mai 2012, il reçoit le soutien du nouveau président de la République, François Hollande, mais lors de l'élection le 28 mai, il est battu,,, et c'est l'ancien syndicaliste britannique, Guy Ryder, qui remporte le duel franco-anglais annoncé par le quotidien économique La Tribune, par 30 voix contre 26, au sixième tour de scrutin.
Il préside le conseil d'administration de l'Organisation internationale du travail (OIT), du 15 juin 2012 au 21 juin 2013,.

## Retrait progressif de la vie politique
Gilles de Robien est retraité et retiré de la vie politique, à partir de juin 2013, ce qui ne l'empêche pas de s'exprimer régulièrement sur divers sujets politiques.
En juillet 2013, il s'implique par exemple dans la préparation de la future élection municipale à Amiens, pour laquelle il soutient la désignation comme tête de liste du centriste Hubert de Jenlis,. Il revient début 2014 sur la scène politique amiénoise et critique le choix fait par les candidats de la droite et du centre, de disjoindre la fonction de maire d'Amiens de celle de président de la Métropole amiénoise, choix qu'il qualifie d'« erreur historique ».
En mars 2015, Gilles de Robien est condamné pour « homicide involontaire », en raison de la mort d'un jeune homme sur un chantier de la ville, en 2002, alors qu'il était maire d'Amiens. Il fait appel de cette condamnation,. Il est définitivement relaxé par la cour d'appel d'Amiens, en janvier 2016, et en octobre 2019, par la cour de cassation.
En décembre 2016, il soutient la candidature d'Hubert de Jenlis aux législatives de 2017, dans la deuxième circonscription d'Amiens.
En novembre 2016, il annonce son soutien à François Fillon, entre le premier et le second tour de l'élection primaire ouverte, organisée afin de désigner un candidat commun représentant la droite et le centre à l'élection présidentielle française de 2017, et le soutient « encore plus quand il y a des embûches », après le début de l'affaire Fillon, à la fin du mois de janvier 2017. Le 19 avril, quatre jours avant le premier tour, il déclare à propos d'Emmanuel Macron : « Sa démarche est intéressante, elle est giscardienne comme je le fus moi-même ; j’aurais donc pu le soutenir d’autant qu’il est Amiénois. Mais il n’a rien fait pour sa ville et surtout, il a insulté la France en la qualifiant de criminelle contre l’humanité pour ce qu’elle a fait en Algérie. Il ramène ainsi la France au rang de l’Allemagne nazie ce qui est inacceptable. En outre, il estime qu’il n’y a pas de culture française, mais des cultures en France. Il défend ainsi le communautarisme, une France où les villes seraient morcelées en quartiers d’étrangers. C’est exactement le contraire de l’intégration républicaine » et renouvelle son soutien à François Fillon : « Je trouve disproportionnées les attaques dont il fait l’objet. On lui doit la présomption d’innocence. Surtout, il a le courage de dénoncer les menaces qui pèsent sur la France, notamment le radicalisme extrême, et de vouloir réaliser les réformes nécessaires au redressement de notre pays ».
Après la mort de Valéry Giscard d'Estaing, le 2 décembre 2020, une première avenue est inaugurée à son nom en France, à Amiens, le 2 février 2021, jour de son anniversaire, en présence notamment de Gilles de Robien, Louis Giscard d'Estaing, Brigitte Fouré, Alain Gest et Xavier Bertrand,,.
En août 2021, Gilles de Robien devient président du conseil d'orientation et de prospective de l'Institut libre d'étude des relations internationales (ILERI).

## Synthèse des mandats et fonctions
- 1983 - 1989 : conseiller municipal d'opposition à Amiens
- 2 avril 1986 - 14 mai 1988 : député de la Somme (scrutin proportionnel)
- 1986 - 1988 : secrétaire de l'Assemblée nationale
- 13 juin 1988 - 7 juin 2002 ; 19 juin - 18 juillet 2002 : député de la 2e circonscription de la Somme
- 1989 - 2002 ; 29 mars 2007 - 21 mars 2008 : maire d'Amiens, adjoint au maire de 2002 à 2007
- 1992 - 1998 : conseiller régional de Picardie (réélu en 2004 mais démissionne)
- 1993 - 1998 : vice-président de l'Assemblée nationale
- 1994 - 2008 : président de la communauté d'agglomération Amiens Métropole
- 7 mai 2002 - 31 mai 2005 : ministre de l'Équipement, des Transports, du Logement, du Tourisme et de la Mer (le portefeuille du Logement est remplacé par celui de l'Aménagement du territoire le 31 mars 2004)
- 31 mai 2005 - 15 mai 2007 : ministre de l'Éducation nationale, de l'Enseignement supérieur et de la Recherche
- 16 mars 2008 : élu conseiller municipal d'opposition, à Amiens (il démissionne peu de temps après son élection)
- 1er août 2007 : délégué du Gouvernement français au conseil d'administration du Bureau International du Travail (BIT)
- 5 octobre 2007 : ambassadeur « chargé de promouvoir la cohésion sociale »
- Du 15 juin 2012 au 21 juin 2013 : président du conseil d'administration du Bureau international du Travail (BIT)
- Président du Conseil d’Orientation et de Prospective de l'ILERI, à partir du 16 août 2021.

## Décorations
- Françaises :
- Chevalier de la Légion d'honneur  (30 janvier 2008[178])
- Commandeur de l'ordre des Palmes académiques (décret du 21 juin 2007)[34],[179]
- Commandeur de l'ordre du Mérite maritime ex officio, en tant que ministre chargé des affaires maritimes[180]

- Étrangères (dans l'ordre alphabétique des pays) :
- Chevalier commandeur de l'ordre de l'Empire britannique (Angleterre)
- Grand officier de l'ordre national de la Croix du Sud (Brésil)
- Grand-croix de l'ordre national du Mérite du Chili
- Grand-croix de l'ordre du Mérite civil d'Espagne
- Chevalier grand-croix de l'ordre du Mérite de la République italienne‎
- Grand officier de l'ordre du Ouissam alaouite (Maroc)

## Publications
- Atout cœur : projet pour Amiens, Éditions républicaines, Rue de la liberté, 1988
(avec la collaboration de Jean-Philippe Moinet et Jean-Louis Crimon)
- Des idées plein la ville, préface de Simone Veil, 1993.
- Hors la loi, Paris, Plon, 1997.
- Plaidoyer pour une droite plurielle (entretien avec Pierre-Luc Séguillon), Paris, Le Pré-aux-clercs, 1999.
- Jules Verne, le rêveur incompris, Paris, Michel Lafon, 2000, avec la collaboration d'Emmanuel Haymann (préface de Piero Gondolo della Riva).
- Quel aménagement-réduction du temps de travail en France ? Réponses européennes, Paris, Agora, 2000.
- Alexis de Tocqueville, Paris, Flammarion, 2000.
- Préface de École et collège : tout ce que nos enfants doivent savoir. Le socle commun des connaissances, 2006.
- Manifeste pour éviter la gueule de bois, Paris, Michel Lafon, 2007.

## Représentations insolites
De 1988 à 1990, le Beffroi de la ville d'Amiens a été restauré alors que le maire de la commune était René Lamps, de 1988 à 1989, puis Gilles de Robien, de 1989 à 1990. Comme au temps des cathédrales, un tailleur de pierre « facétieux » a profité de l'occasion pour sculpter aux arrêts de la moulure de l'archivolte de la porte du monument, les deux édiles qui l'un après l'autre ont dirigé la capitale picarde, pendant dix-huit années pour le premier et dix-neuf pour le second (dont cinq années, indirectement),.

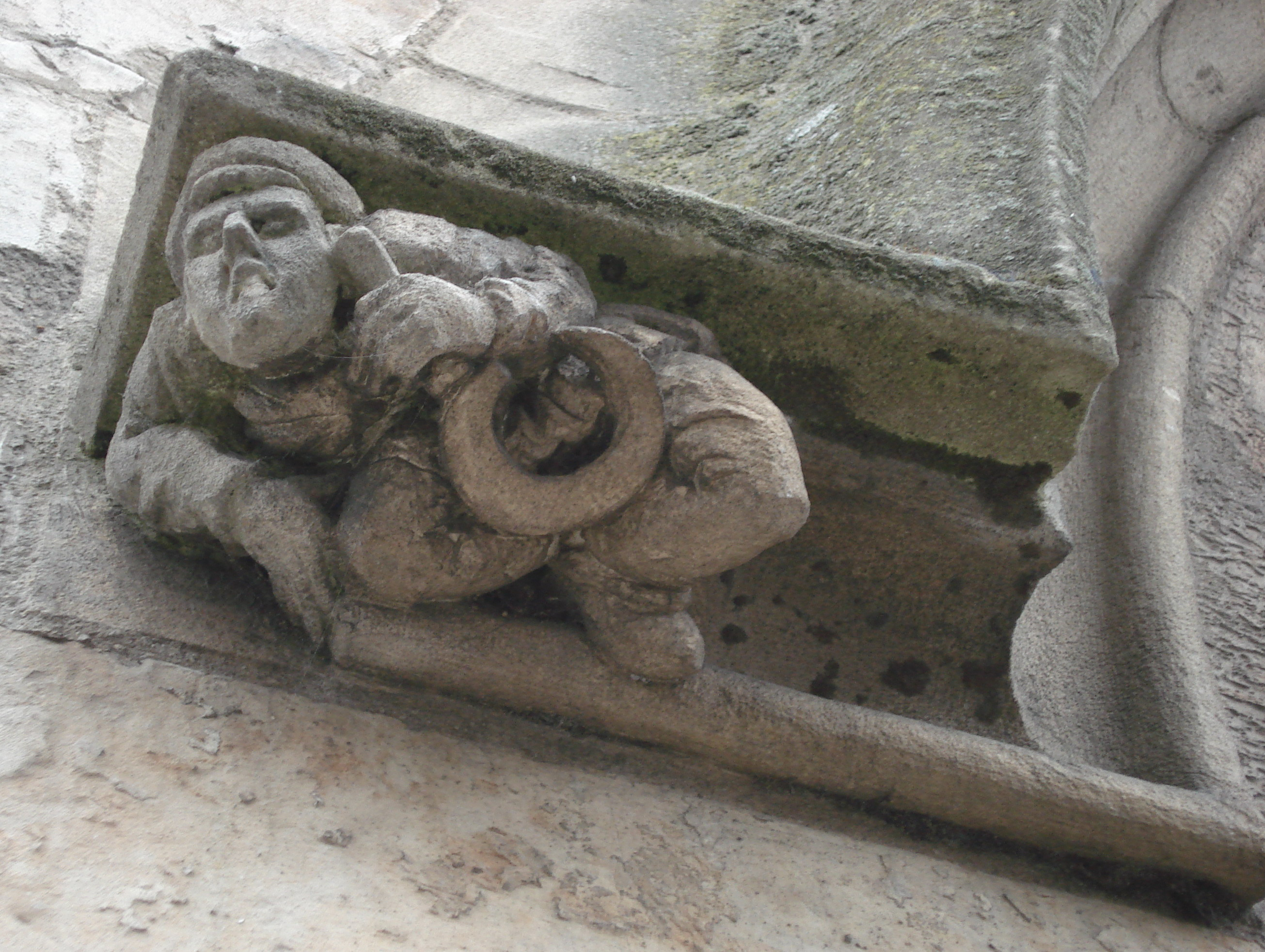
René Lamps
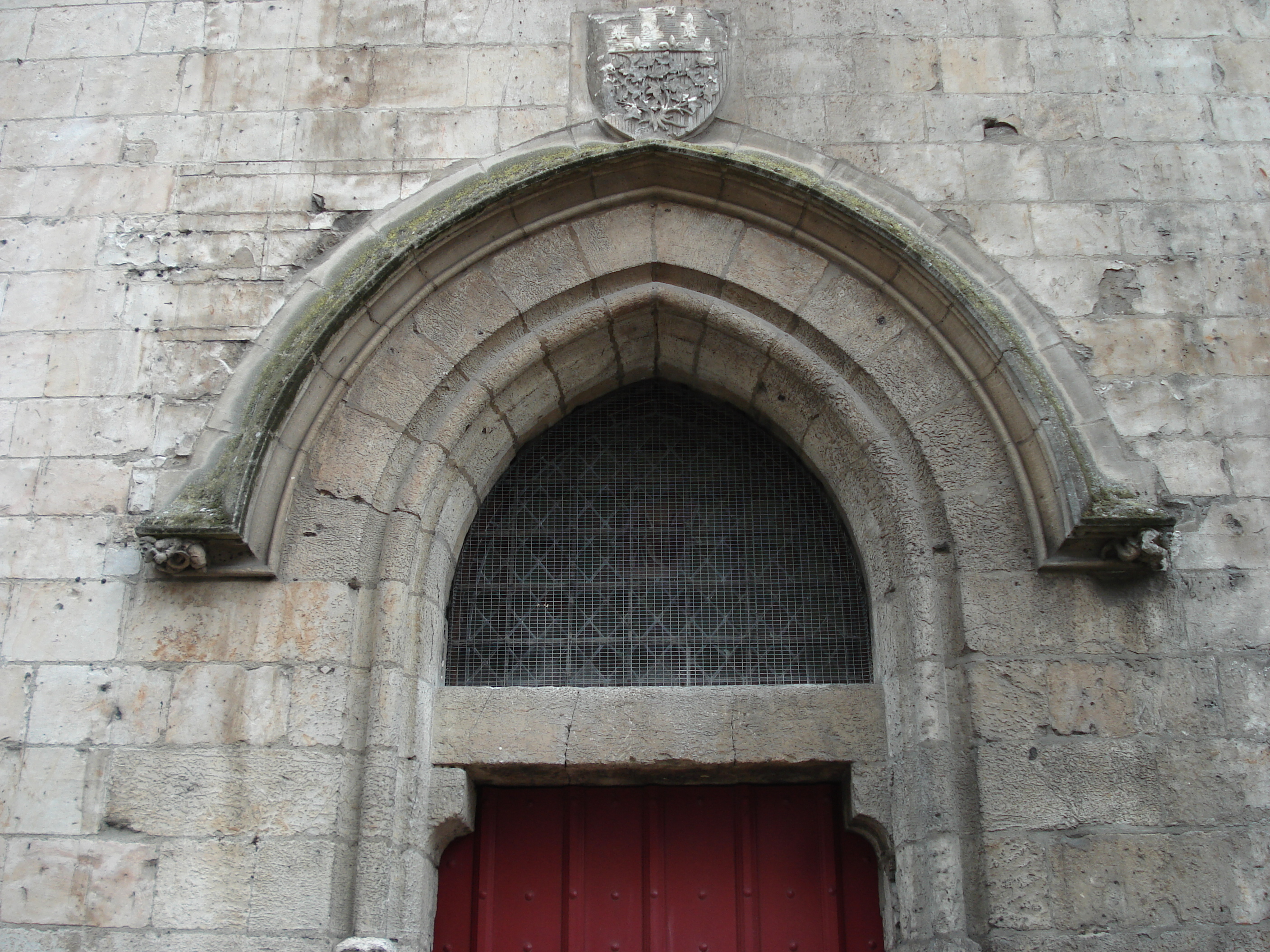
Archivolte de la porte du Beffroi d'Amiens
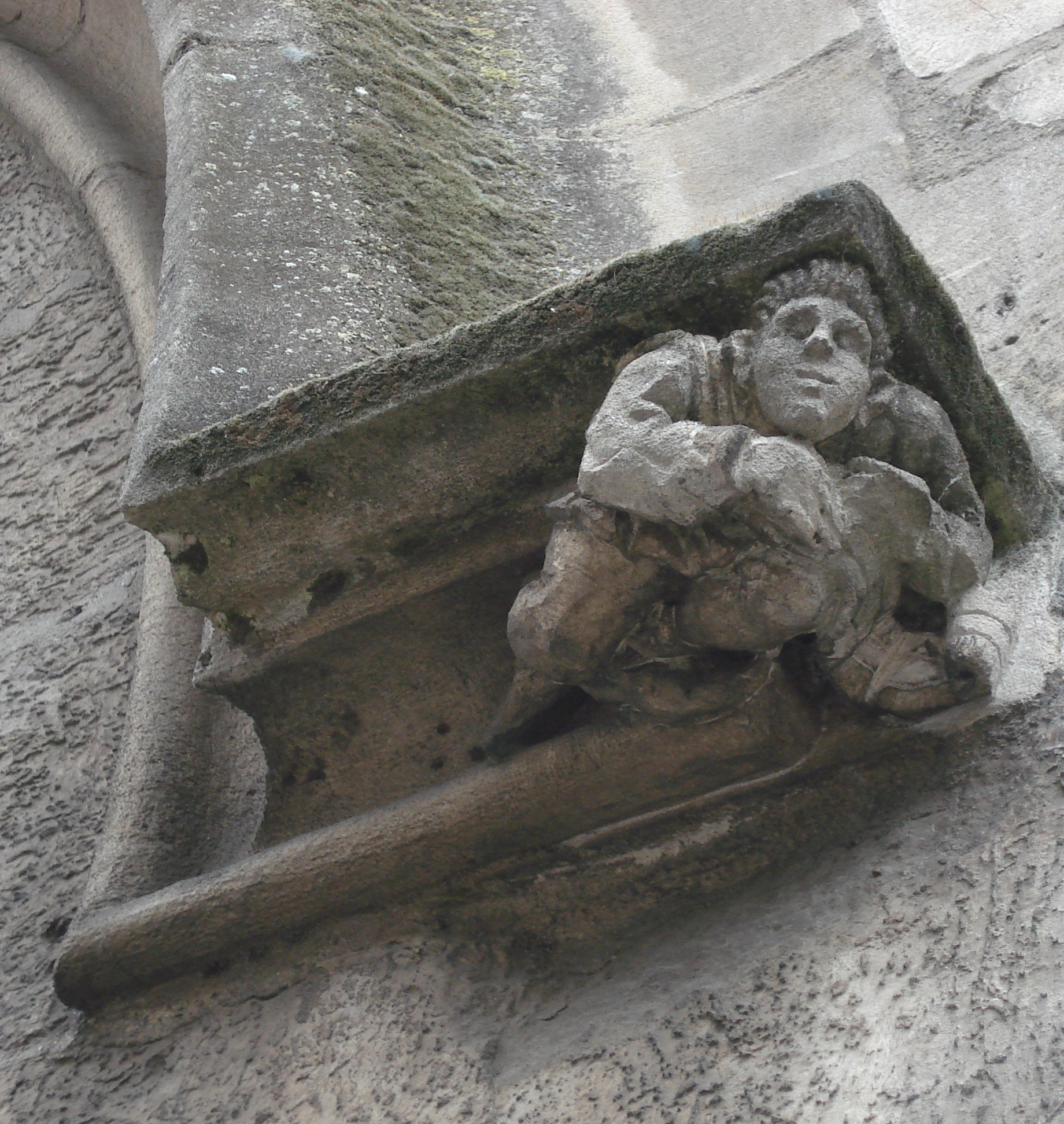
Gilles de Robien